# Đạo Cao Đài
Đạo Cao Đài hay Cao Đài Giáo là một tôn giáo thờ Thượng đế dưới dạng một biểu tượng "Tả Nhãn" tức là con mắt bên trái được thành lập ở miền Nam Việt Nam vào năm 1926. Tên gọi Cao Đài theo nghĩa đen chỉ "một nơi cao", nghĩa bóng là nơi cao nhất ở đó Thượng đế ngự trị; cũng là danh xưng rút gọn của Thượng đế trong tôn giáo Cao Đài, vốn có danh xưng đầy đủ là Cao Đài Tiên Ông Đại Bồ Tát Ma Ha Tát. Một số tín đồ Cao Đài thường tự gọi tôn giáo của mình là Đạo Trời.
Tín đồ Cao Đài tin rằng mọi tôn giáo đều xuất phát từ một nguồn trí tuệ. Trí tuệ ấy được biểu hiện qua hình ảnh "Thiên Nhãn" - con mắt của Thượng Đế. Tất cả giáo lý, hệ thống biểu tượng và tổ chức đều được "Đức Cao Đài" trực tiếp chỉ định. Và đạo Cao Đài chính là được Thượng đế trực tiếp khai sáng thông qua Cơ bút cho các tín đồ với nhiệm vụ Đại Đạo Tam Kỳ Phổ Độ (chữ Hán: 大道三期普度), có nghĩa là Con đường lớn cứu khổ lần thứ Ba. 
Tuy được khai sinh chính thức vào năm 1926, có nguồn nói rằng đạo Cao Đài khởi nguồn vào đêm Giáng Sinh năm 1925. Cao Đài nhanh chóng phát triển về quy mô và số lượng tín đồ, trở thành tôn giáo lớn thứ ba ở Việt Nam. Theo thông tin của Ban Tôn giáo Chính phủ, dẫn thống kê năm 2010 của các tổ chức Cao Đài thì có khoảng hơn 2,4 triệu tín đồ, còn theo Thống kê của Tổng cục thống kê Việt Nam cũng trong năm 2009 thì số người tự xem mình là tín đồ Cao Đài tại Việt Nam là 807.915 người, cũng có nguồn ghi hơn 5 triệu. Về mặt tổ chức đạo Cao Đài có trên 1 vạn chức sắc, gần 3 vạn chức việc với 958 tổ chức Họ đạo cơ sở được công nhận. Trên toàn quốc có 35/38 tỉnh thành đạo Cao Đài hoạt động với 65 Ban Đại diện, 1.290 cơ sở thờ tự (hàng năm có khoảng 4000 tín đồ mới nhập môn vào đạo Cao Đài). Ngoài ra, có khoảng 30.000 tín đồ nữa sống ở Hoa Kỳ, Châu Âu và Úc. Theo trang thông tin và truyền giáo Cao Đài hải ngoại, số tín đồ Cao Đài là khoảng 4 triệu.

## Tín đồ Cao Đài nổi tiếng
- Ngô Minh Chiêu: được công nhận là tín đồ Cao Đài đầu tiên và là người sáng lập ra đạo Cao Đài
- Cao Quỳnh Cư
- Lê Văn Trung
- Tư Mắt
- Phạm Công Tắc: Hộ pháp (tức người đứng đầu) Đạo Cao Đài,
- Lâm Văn Thời- Bến Tre
- Võ Tòng Xuân- Hội Thánh Cao Đài Toà Thánh Tây Ninh

### Lãnh đạo lực lượng Cao Đài ủng hộQuốc Gia Việt NamvàViệt Nam Cộng Hoà
- Lê Văn Hoạch: thủ tướng Cộng hòa Tự trị Nam Kỳ
- Thiếu tướng Trình Minh Thế: từng là Tham mưu trưởng Quân đội Cao Đài, sau quy thuận chính phủ Việt Nam Cộng hòa
- Thiếu tướng Nguyễn Thành Phương: từng là Tổng tư lệnh Quân đội Cao Đài, sau quy thuận chính phủ Việt Nam Cộng hòa
- Trung tướng Trần Quang Vinh: sáng lập Quân đội Cao Đài, từng làm việc với Việt Minh một thời gian ngắn, sau chuyển sang dân sự và cộng tác với chính phủ Việt Nam Cộng hòa
- Đại tá Văn Thành Cao: thuộc cấp của Trình Minh Thế, theo quy thuận chính phủ Việt Nam Cộng hòa
- Cao Hoài Sang
- Đỗ Vạn Lý
- Phan Khắc Sửu: Quốc trưởng Việt Nam Cộng hòa

### Lãnh đạo lực lượng Cao Đài Cứu quốc ủng hộ Việt Minh
Sau Cách mạng Tháng Tám, một bộ phận Cao Đài ủng hộ Việt Minh và Việt Nam Dân chủ Cộng hòa, lấy tên là Hội Cao Đài Cứu quốc 12 Phái Hợp nhất, bao gồm chi phái Minh Chơn Đạo, Ban Chỉnh Đạo và Tiên Thiên. Lực lượng Cao Đài Cứu quốc tham gia kháng chiến chống Pháp và sau này là kháng chiến chống Mỹ.
- Cao Triều Phát: chức sắc Chi phái Cao Đài Minh Chơn Đạo, chủ tịch Cao Đài Mười Hai Phái Thống nhất, sau là ủy viên trung ương Mặt trận Tổ quốc Việt Nam
- Nguyễn Văn Ngợi: ngọc đầu sư Chi phái Cao Đài Tiên Thiên, tham gia Việt Minh rồi Mặt trận Liên Việt, Hội trưởng Ban Chấp hành Cao Đài Cứu quốc
- Huỳnh Thanh Mừng: chỉ huy quân sự trung thành với Hộ pháp Phạm Công Tắc, chống đối chính quyền Việt Nam Cộng hòa, rồi gia nhập Mặt trận Dân tộc Giải phóng Miền Nam Việt Nam
- Nguyễn Ngọc Tương: Giáo tông Chi phái Cao Đài Ban Chỉnh Đạo, tham gia Việt Minh
- Nguyễn Ngọc Bích và Nguyễn Ngọc Nhựt: 2 con trai của Nguyễn Ngọc Tương, đều tham gia kháng chiến chống Pháp